# Østerild (parochie)
Østerild is een parochie van de Deense Volkskerk in de Deense gemeente Thisted. De parochie maakt deel uit van het bisdom Aalborg en telt 840 kerkleden op een bevolking van 878 (2004).
Historisch maakt de parochie deel uit van de herred Hillerslev. In 1970 werd de parochie opgenomen in de toen gevormde gemeente Thisted.
Arup · Hansted · Hillerslev · Hjardemål · Hundborg · Hunstrup · Jannerup · Kallerup · Kåstrup · Klitmøller · Lild · Nørhå · Nors · Øsløs · Øster Vandet · Østerild · Ræhr · Sennels · Sjørring · Skinnerup · Skjoldborg · Thisted · Tilsted · Tømmerby · Torsted · Tved · Vang · Vesløs · Vester Vandet · Vigsø · Vorupør